# برانچ جنوبی (میشیگان)
برانچ جنوبی، میشیگان (به انگلیسی: West Branch, Michigan) یک شهر در ایالات متحده آمریکا با جمعیت ۲٬۱۳۹ نفر است که در میشیگان واقع شده‌است.

## موقعیت جغرافیایی
موقعیت جغرافیایی شهرها و مناطق اطراف به شرح زیر است: